# Olympische Sommerspiele 1956/Teilnehmer (Indien)
| Gelbes Symbol für Goldmedaillen mit stilisierten Olympischen Ringen | Graues Symbol für Silbermedaillen mit stilisierten Olympischen Ringen | Braundes Symbol für Bronzemedaillen mit stilisierten Olympischen Ringen |
| ------------------------------------------------------------------- | --------------------------------------------------------------------- | ----------------------------------------------------------------------- |
| 1                                                                   | —                                                                     | —                                                                       |

Indien nahm an den Olympischen Sommerspielen 1956 im australischen Melbourne mit einer Delegation von 59 Sportlern (58 Männer und eine Frau) an 32 Wettkämpfen in acht Sportarten teil.
Seit 1900 war es die neunte Teilnahme Indiens an Olympischen Sommerspielen.
Jüngster Athlet war mit 19 Jahren und 359 Tagen der Fußballspieler Tulsidas Balaram, ältester Athlet der Gewichtheber Dandamudi Rajagopal (40 Jahre und 42 Tage).

## Flaggenträger
Der Hockeyspieler Balbir Singh trug die Flagge Indiens während der Eröffnungsfeier im Melbourner Olympiastadion.

## Medaillen
Mit einer gewonnenen Goldmedaille belegte das indische Team Platz 24 im Medaillenspiegel.

### Gold
| Namen | Sportart | Wettbewerb |
| --- | -------- | ---------- |
| Leslie Claudius, Ranganathan Francis, Haripal Kaushik, Amir Kumar, Raghbir Lal, Shankar Laxman, Govind Perumal, Amit Singh, Bakshish Singh, Balbir Singh, Balkrishan Singh, Gurdev Singh, Hardyal Singh, Udham Singh, Raghbir Singh Bhola, Randhir Singh Gentle und Charles Stephen | Hockey   | Herren     |

## Teilnehmer nach Sportarten

### Fußball
Herren
- Ergebnisse
Achtelfinale: kampflos in das Viertelfinale eingezogen
Viertelfinale: 4:2-Sieg gegen Australien
Tore: Neville D’Souza (3×), Krishna Kittu
Halbfinale: 1:4-Niederlage gegen Jugoslawien
Tore: Neville D’Souza
Spiel um Bronze: 0:3-Niederlage gegen Bulgarien
Rang vier
- Kader
Ahmed Hussain
Sayed Khwaja Aziz-ud-Din
Tulsidas Balaram
Pradip Kumar Banerjee
Samar Banerjee
Neville D’Souza
Muhammad Kannayan
Mariappa Kempaiah
Krishna Kittu
Sheikh Abdul Latif
Nikhil Nandy
Subramaniam Narayan
Muhammad Noor
Krishna Pal
Abdul Rehman
Muhammad Salaam
Peter Thangaraj

### Gewichtheben
Herren
- Valli Asari Mookan
  - Bantamgewicht

Finale: 272,5 kg, Rang zwölf
Militärpresse: 80,0 kg, Rang zwölf
Reißen: 80,0 kg, Rang 13
Stoßen: 112,5 kg, Rang elf

- Dandamudi Rajagopal
  - Schwergewicht

Finale: 360,0 kg, Rang neun
Militärpresse: 122,5 kg, Rang neun
Reißen: 105,0 kg, Rang neun
Stoßen: 132,5 kg, Rang neun

- Kamineni Eswara Rao
  - Mittelschwergewicht

Finale: 380,0 kg, Rang elf
Militärpresse: 122,5 kg, Rang zehn
Reißen: 110,0 kg, Rang zwölf
Stoßen: 147,5 kg, Rang zehn

### Hockey
Herren
- Ergebnisse
Hauptrunde: Gruppe A, sechs Punkte, 36:0 Tore, Rang eins, für das Finale qualifiziert
14:0-Sieg gegen Afghanistan
Tore: Balbir Singh (5×), Udham Singh (4×), Randhir Singh Gentle (3×), Gurdev Singh (2×)
16:0-Sieg gegen die Vereinigten Staaten von Amerika
Tore: Udham Singh (7×), Hardyal Singh (5×), Gurdev Singh (3×), Leslie Claudius
6:0-Sieg gegen Singapur
Tore: Udham Singh (2×), Charles Stephen (2×), Randhir Singh Gentle, Hardyal Singh
Halbfinale: 1:0-Sieg gegen Deutschland
Tore: Udham Singh
Finale: 1:0-Sieg gegen Pakistan
Tore: Randhir Singh Gentle
Rang eins
- Kader
Leslie Claudius
Ranganandhan Francis
Haripal Kaushik
Amir Kumar
Raghbir Lal
Shankar Laxman
Govind Perumal
Amit Singh
Bakshish Singh
Balbir Singh
Balkrishan Singh
Gurdev Singh
Hardayal Singh
Udham Singh
Raghbir Singh Bhola
Randhir Singh Gentle
Charles Stephen

### Leichtathletik
Damen
- Mary Rao
  - 100 Meter Lauf

Runde eins: ausgeschieden in Lauf eins, Wettkampf nicht beendet (DNF)

Herren
- Ram Mehar
  - Weitsprung

Qualifikationsrunde: 6,92 Meter, Rang 22, nicht für das Finale qualifiziert
Versuch eins: 6,92 Meter
Versuch zwei: 6,84 Meter
Versuch drei: 5,53 Meter

- Sri Chand Ram
  - 110 Meter Hürden

Runde eins: ausgeschieden in Lauf vier (Rang sechs), 15,2 Sekunden (handgestoppt), 15,40 Sekunden (automatisch gestoppt)

- Jagdev Singh
  - 400 Meter Hürden

Runde eins: ausgeschieden in Lauf zwei (Rang fünf), 55,2 Sekunden (handgestoppt), 55,36 Sekunden (automatisch gestoppt)

- Milkha Singh
  - 200 Meter Lauf

Runde eins: ausgeschieden in Lauf zwei (Rang vier), 22,3 Sekunden (handgestoppt), 22,47 Sekunden (automatisch gestoppt)
  - 400 Meter Lauf

Runde eins: ausgeschieden in Lauf fünf (Rang vier), 48,9 Sekunden (handgestoppt), 49,07 Sekunden (automatisch gestoppt)

- Ajit Singh Balla
  - Hochsprung

Qualifikationsrunde: 1,92 Meter, Rang 13, für das Finale qualifiziert
1,70 Meter: gültig, ohne Fehlversuch
1,78 Meter: gültig, ohne Fehlversuch
1,82 Meter: gültig, ohne Fehlversuch
1,88 Meter: gültig, ohne Fehlversuch
1,92 Meter: gültig, ohne Fehlversuch
Finale: 1,96 Meter, Rang 14
1,80 Meter: gültig, ohne Fehlversuch
1,86 Meter: gültig, ohne Fehlversuch
1,92 Meter: gültig, ohne Fehlversuch
1,96 Meter: gültig, ohne Fehlversuch
2,00 Meter: ungültig, drei Fehlversuche

- Sohan Singh Dhanoa
  - 800 Meter Lauf

Runde eins: ausgeschieden in Lauf drei (Rang vier), 1:52,4 Minuten (handgestoppt), 1:52,57 Minuten (automatisch gestoppt)

- Mohinder Singh
  - Dreisprung

Qualifikationsrunde: 14,93 Meter, Rang 15, für das Finale qualifiziert
Versuch eins: 14,66 Meter
Versuch zwei: 14,93 Meter
Versuch drei: ausgelassen
Finale: 15,20 Meter, Rang 15
Versuch eins: 15,20 Meter
Versuch zwei: ungültig
Versuch drei: ungültig

### Ringen
Herren

Fliegengewicht
- Baban Daware
  - Fliegengewicht

ausgeschieden nach Runde drei mit sieben Minuspunkten
Runde eins: Schulterniederlage gegen Tadashi Asai aus Japan, drei Minuspunkte
Runde zwei: Punktsieg gegen Jeong-Gyu Lee aus Südkorea, vier Minuspunkte
Runde drei: Schulterniederlage gegen Mirian Zalkalamanidse aus der Sowjetunion, sieben Minuspunkte

- Lakhshmi Kant Pandey
  - Leichtgewicht

ausgeschieden nach Runde zwei mit sechs Minuspunkten
Runde eins: Schulterniederlage gegen Garibaldo Nizzola aus Italien, drei Minuspunkte
Runde zwei: Punktniederlage gegen Adil Güngör aus der Türkei, sechs Minuspunkte

- Tarashkeswar Pandey
  - Bantamgewicht

ausgeschieden nach Runde drei mit sieben Minuspunkten
Runde eins: Punktniederlage gegen Fred Kämmerer aus Deutschland, drei Minuspunkte
Runde zwei: Punktsieg gegen Omer Vercouteren aus Belgien, vier Minuspunkte
Runde drei: Schulterniederlage gegen Mohammad Mehdi Yaghoubi aus dem Iran, sieben Minuspunkte

- Lila Ram Sangwan
  - Schwergewicht

ausgeschieden nach Runde zwei mit sechs Minuspunkten
Runde eins: Punktniederlage gegen Kenneth Richmond aus Großbritannien, drei Minuspunkte
Runde zwei: Schulterniederlage gegen Hamit Kaplan aus der Türkei, sechs Minuspunkte

- Ram Sarup
  - Federgewicht

ausgeschieden nach Runde drei mit sechs Minuspunkten
Runde eins: Niederlage gegen Joseph Mewis aus Belgien nach Punkten, drei Minuspunkte
Runde zwei: Freilos
Runde drei: Punktniederlage gegen Linar Salimullin aus der Sowjetunion, sechs Minuspunkte

- Bakshish Singh
  - Mittelgewicht

ausgeschieden nach Runde drei mit sieben Minuspunkten
Runde eins: Punktsieg gegen William Davis aus Australien, ein Minuspunkt
Runde zwei: Punktniederlage gegen Manie van Zyl aus Südafrika, vier Minuspunkte
Runde drei: Schulterniederlage gegen Bengt Lindblad aus Schweden, sieben Minuspunkte

- Devi Singh
  - Weltergewicht

ausgeschieden nach Runde zwei mit sechs Minuspunkten
Runde eins: Schulterniederlage gegen Nabi Sorouri aus dem Iran, drei Minuspunkte
Runde zwei: Schulterniederlage gegen Mitsuo Ikeda aus Japan, sechs Minuspunkte

### Schießen
Herren
- Harihar Banerjee
  - Kleinkaliber Dreistellungskampf

Finale: 1.111 Punkte, Rang 35
Kniend: 371 Punkte, Rang 36
Runde eins: 90 Punkte
Runde zwei: 89 Punkte
Runde drei: 95 Punkte
Runde vier: 97 Punkte
Liegend: 379 Punkte, Rang 44
Runde eins: 96 Punkte
Runde zwei: 93 Punkte
Runde drei: 95 Punkte
Runde vier: 95 Punkte
Stehend: 361 Punkte, Rang 24
Runde eins: 88 Punkte
Runde zwei: 93 Punkte
Runde drei: 92 Punkte
Runde vier: 88 Punkte

- Haricharan Shaw
  - Kleinkaliber Dreistellungskampf

Finale: 1.102 Punkte, Rang 38
Kniend: 372 Punkte, Rang 35
Runde eins: 94 Punkte
Runde zwei: 98 Punkte
Runde drei: 90 Punkte
Runde vier: 90 Punkte
Liegend: 392 Punkte, Rang 37
Runde eins: 97 Punkte
Runde zwei: 97 Punkte
Runde drei: 99 Punkte
Runde vier: 99 Punkte
Stehend: 338 Punkte, Rang 37
Runde eins: 75 Punkte
Runde zwei: 87 Punkte
Runde drei: 88 Punkte
Runde vier: 88 Punkte

### Schwimmen
Herren
- Sri Chand Bajaj
  - 100 Meter Freistil

Runde eins: ausgeschieden in Lauf drei (Rang sieben), 1:01,6 Minuten

- Shamsher Khan
  - 200 Meter Brust

Runde eins: ausgeschieden in Lauf eins (Rang fünf), 3:17,0 Minuten
  - 200 Meter Schmetterling

Runde eins: ausgeschieden in Lauf zwei (Rang sechs), 3:06,3 Minuten

### Turnen
Herren
- Sham Lal
  - Einzelmehrkampf

Finale: 77,10 Punkte (35,35 Punkte Pflicht – 41,75 Punkte Kür), Rang 62
Barren: 13,35 Punkte (6,25 Punkte Pflicht – 7,10 Punkte Kür), Rang 62
Bodenturnen: 13,25 Punkte (6,45 Punkte Pflicht – 6,80 Punkte Kür), Rang 61
Pferdsprung: 16,50 Punkte (8,35 Punkte Pflicht – 8,15 Punkte Kür), Rang 60
Reck: 10,50 Punkte (4,00 Punkte Pflicht – 6,50 Punkte Kür), Rang 60
Ringe: 13,50 Punkte (6,90 Punkte Pflicht – 6,60 Punkte Kür), Rang 61
Seitpferd: 10,00 Punkte (3,40 Punkte Pflicht – 6,60 Punkte Kür), Rang 61

- Anant Ram
  - Einzelmehrkampf

Finale: 65,55 Punkte (35,60 Punkte Pflicht – 29,95 Punkte Kür), Rang 63
Barren: 12,70 Punkte (7,20 Punkte Pflicht – 5,50 Punkte Kür), Rang 63
Bodenturnen: 12,50 Punkte (5,00 Punkte Pflicht – 7,50 Punkte Kür), Rang 62
Pferdsprung: 15,65 Punkte (8,45 Punkte Pflicht – 7,20 Punkte Kür), Rang 63
Reck: 9,70 Punkte (8,20 Punkte Pflicht – 1,50 Punkte Kür), Rang 61
Ringe: 6,75 Punkte (4,75 Punkte Pflicht – 2,00 Punkte Kür), Rang 63
Seitpferd: 8,25 Punkte (2,00 Punkte Pflicht – 6,25 Punkte Kür), Rang 63

- Pritam Singh
  - Einzelmehrkampf

Finale: 77,35 Punkte (39,75 Punkte Pflicht – 37,60 Punkte Kür), Rang 61
Barren: 13,50 Punkte (7,50 Punkte Pflicht – 6,00 Punkte Kür), Rang 61
Bodenturnen: 15,10 Punkte (7,80 Punkte Pflicht – 7,30 Punkte Kür), Rang 59
Pferdsprung: 16,20 Punkte (8,15 Punkte Pflicht – 8,05 Punkte Kür), Rang 62
Reck: 11,55 Punkte (5,80 Punkte Pflicht – 5,75 Punkte Kür), Rang 59
Ringe: 10,75 Punkte (6,00 Punkte Pflicht – 4,75 Punkte Kür), Rang 62
Seitpferd: 10,25 Punkte (4,50 Punkte Pflicht – 5,75 Punkte Kür), Rang 60